# Magyar Iparművészek Testülete
A Magyar Iparművészek Testületét 1911-ben alapították, "a magyar iparművészetért": létrejöttében és további működésében fontos szerepe volt Menyhért Miklósnak. A Magyar Iparművészek Testülete aktívan tevékenykedett 1919-ben, erről Vágó Dezső Iparművészeink szervezkedése című könyvében olvashatunk bővebben. 1929-ben az Országos Iparművészeti Bizottság egyik testülete.